# Aiouea macedoana
Aiouea macedoana är en lagerväxtart som beskrevs av Vattimo. Aiouea macedoana ingår i släktet Aiouea och familjen lagerväxter. Inga underarter finns listade i Catalogue of Life.